# Los mohicanos de París
Los mohicanos de París (en francés, Les Mohicans de Paris) es una novela del escritor francés Alexandre Dumas escrita entre 1854 y 1855. Primero se publicó en forma de serie en el periódico Le Mousquetaire hasta 1856, y después en el diario Monte-Cristo. Es el trabajo más extenso del autor, siendo publicado en forma de novela en varios tomos, pero después comercializado en dos: Los mohicanos de París y Salvator.
En Francia se emitió de 1973 a 1975 una serie televisiva homónima (Les Mohicans de Paris), basada en esta obra de Dumas. También existe una versión cinematográfica: Los mohicanos de París, una película de aventuras dirigida por Leopoldo Carlucci en 1917.

## Argumento
Ambientada en la Francia de 1820 a 1830, se mezclan siete historias, cuyo vínculo es el personaje central, Salvator, que ajusta las cuentas con una familia, los marqueses de Valgeneuse, junto a sus particulares mosqueteros, Juan Roberto, Petrus, Ludovico y Justino.